# منتخب الأردن لكأس فيد
منتخب الأردن لكأس فيد هو ممثل الأردن الرسمي في كرة المضرب في كأس فيد.